# Diversidad genética y evolución cariotípica de los mamíferos
La década de los años 2000 presenció una explosión evolutiva tanto de la secuencia genética, como del mapeo génico en diferentes especies. Mientras la secuenciación genética de los mamíferos ha progresado rápidamente, la habilidad de montar y alinear regiones ortólogas cromosómicas completas, además de unas pocas especies, sigue siendo un reto. El vehemente propósito de construir mapas comparativos para animales domésticos (perros y gatos), de laboratorio (ratones y ratas) y agrícolas (ganado), ha sido tradicionalmente utilizado para comprender la base subyacente de las enfermedades relacionadas y de los fenotipos saludables.
Estos mapas proporcionan una oportunidad sin precedentes, para lograr el análisis de múltiples especies como herramienta de inferencia para la evolución del cariotipo. El pintado cromosómico comparativo y otras técnicas relacionadas, han sido aproximaciones muy importantes a comparación de los estudios genómicos. Las homologías pueden llegar a identificarse con gran exactitud mediante el uso de sondas de ADN molecularmente definido, para la hibridación fluorescente in situ (FISH) en los cromosomas de diferentes especies. Hoy en día, la información del pintado cromosómico de casi toda la orden de mamíferos, ya se encuentra disponible.
Se encontró que en la mayoría de las órdenes de animales, hay ciertas especies con proporciones de cromosomas evolucionados, que pueden llegar a ser considerados como «predeterminados» o «por defecto». Cabe mencionar que el número de reordenamientos que han sido arreglados en la historia evolutiva, parecen ser relativamente escasos, debido a los 180 millones de años de radiación adaptativa de los mamíferos. Por lo tanto, los cambios que han ocurrido en el cariotipo a través de la historia, se han descubierto por medio de los mapas comparativos de los cromosomas.

## Filogenética de Mamíferos

Árbol evolutivo de mamíferos

Los mamíferos en la actualidad han sido divididos en Monotremas, Marsupiales y Placentarios. La subclase de los monotremas es la Prototheria, y está comprendida por cinco especies de mamíferos ponedores de huevos: ornitorrinco y cuatro especies Equidnas. Tanto la infraclase Metatheria, la cual se deriva de los marsupiales, como la Eutheria que viene de los placentarios forman la subclase Theria.
En los años 2000, la percepción que se tenía de los mamíferos euterios ha sufrido cambios radicales. Los nuevos hallazgos fósiles y las novedosas interpretaciones morfológicas forman ahora parte de las más de 4600 especies existentes de los euterios en cuatro grandes clados: Euarchontoglires (incluidos los primates, Dermoptera, Scandentia, Rodentia y Lagomorpha), Laurasiatheria (incluyendo a Cetartiodactyla, Perissodactyla, Carnivora, Chiroptera, Pholidota, y Eulipotyphla), Xenarthra y Afrotheria (incluyendo a Proboscidea, Sirenia, Hyracoidea, Afrosoricida, Tubulidentata, y Macroscelidea). Este árbol es muy útil en la unificación de las piezas de un rompecabezas en la citogenética de mamíferos comparativos.

### Cariotipos: Una visión global del genoma
Cada gen tiene una relación con el mismo cromosoma en cada célula. El ligamiento genético es determinado mediante la presencia de dos o más loci, presentes en el mismo cromosoma. Todo el conjunto cromosómico de una especie es lo que se le conoce como cariotipo.
Una aparente consecuencia lógica de descendencia de un antepasado común es que las especies más estrechamente relacionadas deberían tener más cromosomas en común. Sin embargo, ahora se cree que generalmente las especies pueden tener cariotipos fenéticamente similares debido a la conservación genómica. Por lo tanto, en la citogenética comparativa, relaciones filogenéticas deben ser determinadas sobre la base de la polaridad de las diferencias cromosómicas (rasgos derivados).

## Desarrollo histórico de la citogenética comparativa
El desarrollo citogenético comparativo de los mamíferos es una parte indispensable de la filogenómica y ha evolucionado en una serie de pasos de mera descripción a la ciencia más heurística de la era genómica. Los avances técnicos han marcado las diferentes etapas del desarrollo de la citogenética.

### Fase clásica de la citogenética
El primer paso del Proyecto del Genoma Humano se llevó a cabo cuando en 1956, Tjio y Levan informaron que el número diploide de cromosomas en el ser humano es 2n = 46.
Durante esta etapa, la información sobre los cariotipos de cientos de especies de mamíferos, incluyendo información sobre los números diploides, distancia relativa, morfología de los cromosomas y la presencia de los B cromosomas, fue muy bien descrita.

### Bandeo Cromosómico
El segundo paso, derivado de la invención de C-, G, R y otras técnicas de bandeo, estuvo marcado por la Conferencia de París, en 1971. Esta conferencia dio lugar a una nomenclatura estándar, con el fin de reconocer y clasificar cada uno de los cromosomas humanos.

### Bandeo G y R
Los métodos de bandeo mayormente utilizados son el Bandeo G (Bandeo de Giemsa) y el Bandeo R (Bandeo inverso). Estas dos técnicas producen un patrón característico en los cromosomas, de bandas con un contraste oscuro y luz transversal.
El bandeo hace posible la identificación de los cromosomas homólogos y construir nomenclaturas cromosómicas para muchas especies. El bandeo de cromosomas homólogos permite la identificación de segmentos y rearreglos cromosómicos.

### Bandeo C y heterocromatina
La variabilidad criotípica en los mamíferos, está dada mayormente por la cantidad de variaciones de la heterocromatina de cada mamífero. Una vez que la cantidad de heterocromatina es extraída de todo el genoma, todos los mamíferos tienen un genoma con longitudes similares.

Ejemplo de la distribución de C-heterochromatin en los cromosomas de mamíferos.

Las especies de los mamíferos, difieren considerablemente en el contenido de la heterocromatina y su ubicación. La heterocromatina es frecuentemente detectada al momento de utilizar el Bandeo C. En estudios recientes, el uso de este tipo de bandeo, muestra las diferencias fundamentales en el número fundamental de los brazos del cromosoma. Esto se puede le puede directamente adjudicar a la adición de los brazos cromosómicos heterocromaticos. La heterocromatina, consiste en diferentes tipos de ADN repetido, no todos observados utilizando el Bandeo-C. Pueden variar en gran medida entre los cariotipos de cada especie, aunque se encuentren estrechamente relacionadas. Las diferencias de la cantidad de heterocromatina entre las especies de roedores, puede llegar a alcanzar 33 % del ADN nuclear en las especies Dipodomys , 36 % en especies de Peromyscus, 42 % en Ammospermophilus  y 60 % en especies Thomomys donde C- valor ( contenido de ADN haploide ) oscila entre 2,1 y 5,6 pg.
La rata vizcach roja (Tympanoctomys barrerae) tiene un registro de valor C, entre los mamíferos - 9.2 pg. Aunque tetrapoidy se propuso, primeramente, para ser una por una razón por el gran tamaño de su genoma y diploides números de cromosomas, Svartman et al. Mostró que el gran tamaño del genoma, se debe a la enorme amplificación de la heterocromatina. Aunque dentro de su genoma, no se encontró una sola copia del gen para ser duplicado, los datos acerca de la ausencia de grandes duplicaciones de segmentos del genoma (pinturas individuales de la mayoría de las sondas degu Octodon) y reglas de evidenciación de hibridación del ADN contra tetraploidia. El estudio de la composición de la heterocromatina, cantidad de ADN repetido y su distribución en los cromosomas de octodontids, es absolutamente necesario definir qué fracción exacta de heterocromatina es responsable del peculiar genoma de la rata vizcacha rojo.
En citogenética comparativa, se propuso la homología cromosómica entre las especias, como base de analogías en patrones de bandeo. Especies estrechamente relacionadas, generalmente poseen patrones de bandeo muy parecido y después de 40 años de comparar bandas, parece ser que la generalización que la divergencia cariotípica, en la mayoría de los grupos taxonómicos sigue su relación filogenética, a pesar de notables excepciones.
La conservación de segmentos largos de cromosomas, hace que la comparación entre especies valga la pena. El bandeo de cromosomas ha sido un excelente indicador de homologías en los cromosomas, es decir que la identificación del cromosoma sobre la base de las bandas, realmente llevan los mismos genes. Esta relación puede fracasar por una distancia filogenética entre especies o por haber sufrido una evolución cromosómica extremadamente rápida. El bandeo sigue siendo morfológico y no siempre es un indicador fiel del contenido del ADN.

### Citogenética comparativa

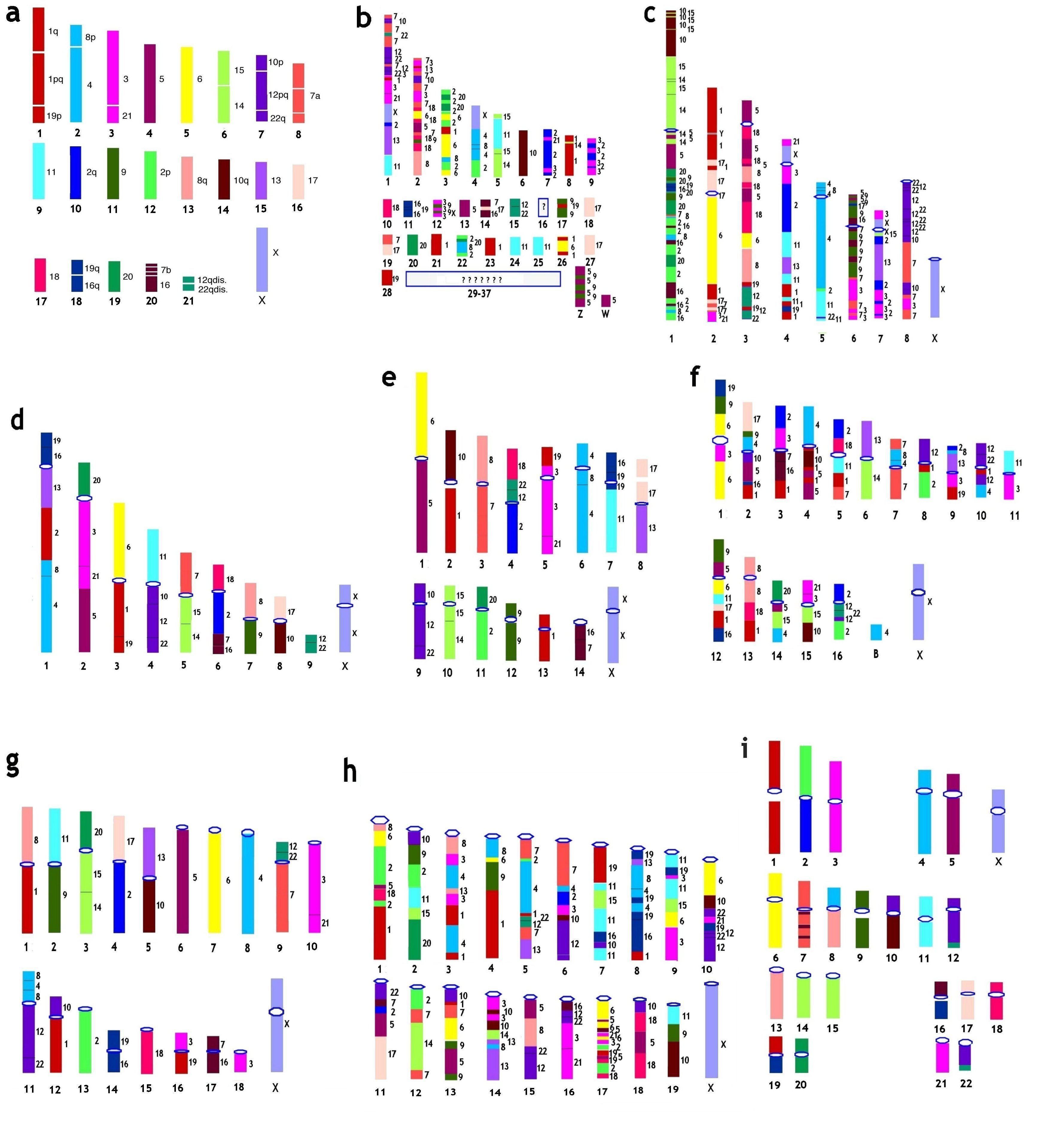
Mapa comparativo de aves y mamíferos con cromosomas homólogos a humanos.

El tercer paso ocurre cando las técnicas moleculares se incorporan a la citogenética. Estas técnicas utilizan sondas de ADN de distintos tamaños, con el fin del comparar los cromosomas a nivel del ADN. La homología incluso, puede ser comparada entre especies filogeneticamente distantes o especies altamente reordenados, como los gibones. El uso de los análisis de reordenamiento cladístico, el cual ha diversificado el cariotipo de los mamíferos, han sido mapeados con una mayor precisión y al mismo tiempo, se han colocado en la historia evolutiva de los organismos. Los "Cromosomas comparativos" definen el campo a estudiar de la citogenética que se ocupa de los enfoques moleculares, a pesar de que originalmente se introdujo la palabra “chromosomics” para definir la investigación de la dinámica de la cromatina, así como sus cambios morfológicos en la estructura de los cromosomas durante la interfase.
El pintado cromosómico, o la hibridación fluorescente in situ, fue la primera técnica en tener un alto impacto. Con este método, las regiones homólogas de los cromosomas de diversas especies, pueden ser identificadas mediante la hibridación de sondas de ADN.
El pintado comparativo de cromosomas, permite la rápida y eficiente diferenciación de cualquier tipo de especies, al igual que la distribución de las regiones homólogas que hacen posible realizar un seguimiento de la translocación de la evolución cromosómica. Cuando se comparan las muchas especies que cubren las diferentes órdenes de mamíferos, este análisis puede proporcionar información sobre las tendencias y las tasas de evolución cromosómica en diferentes áreas.
Sin embargo, la homología es detectada cualitativamente y por lo tanto, la resolución obtenida es limitada por el tamaño de las regiones que se visualizan. En consecuencia, de esto, el método no es capaz de detectar todas las minúsculas regiones homólogas de los múltiples rearreglos (como entre el ratón y el humano). Por otro lado, el método falla al momento de detectar una inversión interna dentro de los segmentos de un mayor tamaño. Una penúltima limitación, es que el pintado a través de una gran distancia filogenética, a menudo resulta deficiente. Sin embargo, el uso de sondas de pintura, derivado de la combinación de diferentes especies con proyectos de secuencias comparativas, ayuda a incrementar la solución del método.
Además de la clasificación la microdisección de cromosomas y las regiones cromosómicas, fueron utilizadas para la obtención de sondas para el pintado cromosómico. Los mejores resultados obtenidos, fueron cuando una serie de sondas de microdisección, las cuales cubrían casi el total del genoma humano. Se localizaron en los cromosomas de un primate antropoide, a través del bandeo multicolor (MCB). Sin embargo, una limitación de este método (MCB) es que únicamente puede ser utilizado con ciertas especies animales. Sin embargo, una limitación de este método (MCB) es que únicamente puede ser utilizado con un cierto grupo relacionado de especies. ("filogenético" La resolución es muy baja). El Cariotipo espectral (SKY) y MFISH el etiquetado y la hibridación simultánea de un conjunto completo de cromosomas, tienen inconvenientes parecidos y poca aplicación fuera de los estudios clínicos.
Los datos de la genómica comparativa, incluyendo la confirmación del pintado, confirmaron la conservación sustancial de los cromosomas de mamíferos. El total de los cromosomas humanos o los brazos pueden pintar de manera eficiente las regiones extendidas de los cromosómicas en muchos placentarios, hasta Afrotheria y XENARTHRA. La información de la localización de genes en los cromosomas humanos, puede ser extrapolada a las regiones de los cromosomas homólogos de otras especies. Esto con un alto índice de compatibilidad. De forma útil, los humanos expresan una conservada organización sinténica de cromosomas, similar a las condiciones antiguas de los mamíferos placentarios.

## Tiempo post-genómico y cromosómica comparativa
Después del Proyecto del Genoma Humano, los investigadores se concentraron en las comparaciones evolutivas de la estructura genómica de las diferentes especies. El genoma completo de cualquier especie puede ser secuenciado completamente y repetido, con el fin de obtener un mapa completo de un solo nucleótido . Este método hace posible la comparación de los genomas de dos especies completamente diferentes, independientemente de su distancia taxonómica.
Los esfuerzos constantes de la secuenciación, han traído una variedad de productos útiles en la citogenética molecular.
La hibridación in situ fluorescente (FISH) con diversos clones de ADN (BAC y YAC) permitió la construcción de mapas cromosómicos a una resolución de varias megabases que son capaces de detectar, relativamente pequeños reordenamientos cromosómicos. La solución a ciertas kilobases, puede lograrse en la cromatina, durante la interfase. Una limitación ante esto, es que la eficiencia de la hibridación disminuye al aumentar la distancia filogenética.
El mapeo de híbrido por radiación (RH), es otro enfoque realmente eficiente. Este método incluye la irradiación de células, con el fin de alterar el genoma en un cierto número de fragmentos deseados, los cuales se fusionarán con células de hámster chino. Las células híbridas somáticas resultantes, contienen fragmentos individuales del genoma relevante. Por lo tanto, 90-100 (algunas veces más) clones que cubren el total del genoma, son seleccionados, y las consecuencias de interés se localizan en los fragmentos clonados a través de la Reacción en cadena de la polimerasa (PCR) o de la hibridación directa del ADN. Para comparar los genomas y cromosomas de dos especies diferentes, es necesario obtener el HR sea de las mismas.

### Evolución de los cromosomas sexuales
En comparación con muchos otros taxones, los de los mamíferos y aves therianos, se caracterizan por poseer altos sistemas conservadores de determinación genética del sexo. La cual conduce a los cromosomas sexuales.
Aunque el sistema de reconocimiento de cromosomas sexuales XX/XY es el que más se utiliza entre los euterios, no es universal. En ciertas especies, las translocaciones X - autosómicos dan lugar a la aparición de cromosomas "Y" adicionales. Un buen ejemplo de esto es: XX / XY1Y2Y3 en negro muntjac.
En otras especies, las translocaciones Y-autosómicas conducen a la aparición de cromosomas X adicionales. Como por ejemplo en los monos aulladores. Continuando con este aspecto, es necesario mencionar que los roedores representan un grupo peculiar, el cual comprende el número de registro de especies con cromosomas sexuales no clásicos como el Lemming Madera.